# Rhinoleptus koniagui
Rhinoleptus koniagui là một loài rắn trong họ Leptotyphlopidae. Loài này được Villiers mô tả khoa học đầu tiên năm 1956.